# Longomapu
Longomapu ist ein Ort der Inselgruppe Vavaʻu im Norden des pazifischen Königreichs Tonga im Distrikt Hihifo.
Longomapu hat 572 Einwohner (Stand 2021).

## Geographie
Longomapu liegt auf einer Landenge zwischen der Bucht Port Refuge im Westen und der Ano Lagoon im Osten. Der Ort ist mit Tefisi im Osten durch eine Straße verbunden. Vor der Küste liegt die kleine Insel Tuʻungasika.

## Klima
Das Klima ist tropisch heiß, wird jedoch von ständig wehenden Winden gemäßigt. Ebenso wie die anderen Orte der Vavaʻu-Gruppe wird Longomapu gelegentlich von Zyklonen heimgesucht.